# Vykintas

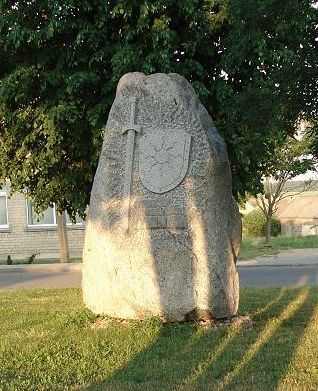
Památník Vykintovi ve městě Tverai

Vykintas (datum narození neznámé, zemřel před rokem 1253), kníže źmuďský, vládl počátkem 13. století, strýc a protivník velkoknížete litevského Mindaugase. Poprvé je zmiňován roku 1219 jako účastník (spolu s litevskými knížaty) podepsání smlouvy s volyňskými knížaty. V roce 1236 se odehrála bitva u Šiauliai, ve které Vykintas pravděpodobně velel žmuďskému vojsku. V letech 1248–1251 organizoval koalici proti Mindaugasovi, proto se vydal do Livonska žádat o výpomoc křižáky. Souvislosti: Vykintova sestra se vdala za Mindaugova bratra Dausprunga. S jejich dětmi, Tautvilem a Gedivydem (tedy se svými synovci) se Vykintas na této koalici podílel, organizoval ji Tautvilas. Důvody sporu: kolem roku 1248 Mindaugas vyslal vojsko v čele s Vykintem, Tautvilem a Gedivydem do Polockého knížectví získat nová území u Smolenska. Zatímco oni bojovali s Rusény, Mindaugas, aby odstranil je, coby případné pretendenty na litevský trůn, zabral jejich území a poslal najaté vrahy, aby zabili Tautvila a Gedivyda. Ti, když se dozvěděli o událostech v Litvě a pochopili hrozící nebezpečí, utekli ke svému příbuznému Danielovi Haličskému. Brzy na to Vykintas sebral mohutnou koalici, která měla pomoci získat zpět zabraná území a dosadit na trůn Tautvila. Koalici tvořili: Vykintovi západní Žemaité (východní Žemaité tehdy podporovali Mindaugase), Jotvingové, mečoví bratři a Danielovi Haličané. V roce 1250 Tautvilas přibyl do Rigy, kde jej pokřtil rižský arcibiskup Nikolaus von Nauen (tím získal další výhodu proti v té době dosud nepokřtěnému Mindaugovi). Tautvila proto v Rize považovali za vážného pretendenta na litevský trůn. Když se ale nechal roku 1251 pokřtít i sám Mindaugas, přitom daroval řádu Vykintovu západní Žmuď a další území, Livonsko začalo podporovat Mindaugase. Kromě toho si Mindaudas stříbrem zajistil i dezerci Jotvingů z koalice. Roku 1251 byl zbylou koalicí Vykinta, Tautvila a Haličanů obléhán Mindaugův hrad Voruta, ale dobyt nebyl a Mindaugas v odvetu zaútočil na Vykintův hrad Tverai (Tvirement) a obléhal jej. Hrad tehdy sice dobyt nebyl, ale v bojích byl Vykintas zraněn a Mindaugas zlomil proti sobě namířenou koalici. Tautvilas a Gedivydas uprchli do Volyně a o Vykintovi od té doby nejsou nikde žádné zmínky.